# Journal of Biological Inorganic Chemistry
Journal of Biological Inorganic Chemistry (abrégé en J. Biol. Inorg. Chem. ou JBIC) est une revue scientifique à comité de lecture. Ce mensuel publie des articles de recherches originales concernant la chimie bioinorganique.
D'après le Journal Citation Reports, le facteur d'impact de ce journal était de 2,538 en 2014. Actuellement, le directeur de publication est Lawrence Que (Université du Minnesota, États-Unis).